# Гаути (платформа)
«Гаути» (белор. Гавуцi) — остановочный пункт дизель-поездов в Сморгонском районе Гродненской области. Расположен на перегоне «Сморгонь — Солы» между станциями Сморгонь и Солы.
Остановочный пункт расположен рядом с одноимённой деревней. Недалеко проходит трасса P63 Сморгонь — Ошмяны.

## В пути
Время в пути от станции Молодечно около 64 минут.